# Dobrohošť (Slowakei)
Dobrohošť, ungarisch Doborgaz ist eine Gemeinde im Südwesten der Slowakei mit 529 Einwohnern (Stand 31. Dezember 2024). Sie gehört zum Okres Dunajská Streda, einem Teil des Trnavský kraj.

## Geographie
Die Gemeinde befindet sich im Westteil der Großen Schüttinsel, einem Teil des slowakischen Donautieflands und ist auf einem Landstreifen zwischen dem Kraftwerkskanal des Wasserkraftwerks Gabčíkovo und dem alten Flussbett der Donau (zugleich Staatsgrenze zu Ungarn) sowie einigen Auwäldern gelegen. Das Ortszentrum liegt auf einer Höhe von 122 m n.m. und ist elf Kilometer von Šamorín, 21 Kilometer von Dunajská Streda (beide über die Fähre Vojka-Kyselica) sowie 35 Kilometer von Bratislava entfernt.
Nachbargemeinden sind Báč im Norden, Kyselica im Osten, Dunasziget im Süden, sehr kurz Dunakiliti im Südwesten sowie Šamorín im Westen und Nordwesten.

## Geschichte
Der Ort wurde zum ersten Mal 1238 als Doborgaz schriftlich erwähnt und gehörte zum Herrschaftsgut des Erzbistums Gran. 1828 zählte man 98 Häuser und 728 Einwohner.
Bis 1919 gehörte der im Komitat Pressburg liegende Ort zum Königreich Ungarn und kam danach zur Tschechoslowakei beziehungsweise heute Slowakei. 1938–45 lag er aufgrund des Ersten Wiener Schiedsspruchs noch einmal in Ungarn.
1965 wurde Dobrohošť, wie viele andere Orte der Großen Schüttinsel, von einem verheerenden Hochwasser heimgesucht.

## Bevölkerung
| Jahr                | 1994 | 2004    | 2014     | 2024     |
| ------------------- | ---- | ------- | -------- | -------- |
| Anzahl der Personen | 381  | 371     | 457      | 529      |
| Unterschied         |      | −2,62 % | +23,18 % | +15,75 % |

| Jahr                | 2023 | 2024    |
| ------------------- | ---- | ------- |
| Anzahl der Personen | 511  | 529     |
| Unterschied         |      | +3,52 % |

Nach der Volkszählung 2011 wohnten in Dobrohošť 428 Einwohner, davon 299 Magyaren, 109 Slowaken und drei Tschechen. 17 Einwohner machten keine Angabe. 330 Einwohner bekannten sich zur römisch-katholischen Kirche, vier Einwohner zur evangelischen Kirche A. B. sowie jeweils ein Einwohner zur Bahai-Religion, zur evangelisch-methodistischen Kirche und zur reformierten Kirche; ein Einwohner bekannte sich zu einer anderen Konfession. 51 Einwohner waren konfessionslos und bei 39 Einwohnern wurde die Konfession nicht ermittelt.